# Набилковское коммерческое училище
Набилковское коммерческое училище — историческое здание в Москве, построенное в начале XIX века. Объект культурного наследия федерального значения. Расположено на проспекте Мира, дом 50.

## История
Здание построено в 1816—1817 гг.; наиболее вероятным архитектором считается Е. С. Назаров. Формально дом сначала принадлежал бывшему шереметевскому крепостному И. Г. Лабкову (Лобкову), с 1827 года — Фёдору Фёдоровичу Набилкову, тоже бывшему крепостному Шереметева, получившему волю и ставшему купцом. В 1828 году с Маросейки сюда была переведена богадельня Московского человеколюбивого общества. В 1832 году здесь было организовано училище, а Набилковская богадельня переехала в другое здание, выходившее в переулок.
По указанию Московского Попечительного о бедных комитета в 1868 году в Набилковском доме призрения сирот были учреждены типографские классы, и он был превращён в учебно-ремесленное заведение, где воспитанники изучали основы живописи, ваяния, токарного, чеканного и столярного ремесла.
Набилковское коммерческое училище существовало до 1917 года. Оно высоко ценилось среди средних учебных заведений Москвы. Среди его выпускников — артист и писатель И. Ф. Горбунов (описавший училище в очерке «В Московском захолустье») и краевед А. Ф. Родин. Первоначально дом имел два компактных симметричных флигеля. Но северный флигель был перестроен в 1898 году архитектором Я. Мелик-Бегляровым, при этом его фасад объединился с фасадом главного дома. Южный флигель был снесён в 1920—1930-х годах.

## Архитектура
Дом построен в стиле классицизма. Фасад трёхэтажного здания украшен коринфским шестиколонным портиком над высокой аркадой парадного подъезда. Окна по сторонам от портика имеют сложные обрамления. Задний фасад имеет аналогичный пилястровый портик. Надстройка северного флигеля и снос южного нарушили симметричность и компактность композиции главного фасада.